# Kormorán žlutonohý
Kormorán žlutonohý (Phalacrocorax featherstoni) je druh kormorána, který se endemicky vyskytuje na Chathamských ostrovech (cca 800 km východně od Nového Zélandu), kde je nepočetně, avšak široce rozšířen. Následkem klesající populace z důvodů blíže neurčených změn v oceánském habitatu se jedná o ohrožený druh.

## Systematika
Druh formálně popsal Walter Buller v roce 1873. Nejbližším příbuzným kormorána žlutonohého je kormorán novozélandský (Phalacrocorax punctatus).

## Popis
Tento velký pták dosahuje délky těla 63 cm a váhy kolem 1200 g. Váhově se jedná o jednoho z lehčích kormoránů. Většina těla je tmavě šedá, hlava je cele černá, hruď a břicho jsou světle šedé. Na čele a šíji je přítomna tmavá dvojitá korunka, která je mnohem více výrazná v době mimo hnízdění. V letu se tento druh jeví jako poměrně útlý, jeho hlava a krk jsou během letu vodorovně narovnané. Kůže na tvářích je v době mimo hnízdění sytě zelená, v době hnízdění ztrácí na sytosti a barví se spíše do bledě zelené. Ve volné přírodě lze druh rozpoznat podle jeho žlutých noh; takové zbarvení nemá na Chathamských ostrovech žádný jiný kormorán.

## Rozšíření a populace
Kormorán žlutonohý hnízdí pouze na Chathamských ostrovech, kde jsou jeho kolonie rozšířeny po mnoha ostrovech včetně Chathamova a Pittova ostrova, což jsou největší ostrovy Chathamů.
Podle sčítání z let 2011–2012 se na Chathamských ostrovech nacházelo kolem 1200 kormoránů žlutookých.

## Biologie
Život kormoránů žlutookých je úzce spjat s mořem, z nějž získávají potravu a v jehož bezprostřední blízkosti i hnízdí. Zatímco na moři jsou tiší, v koloniích samci vydávají různé hrdelní, kloktavé a tikající zvuky.
Živí se malými rybkami a mořskými bezobratlými živočichy jako jsou mnohoštětinatci. Pro potravu se potápí do hloubek kolem 7 m na dobu kolem 22 s, avšak dokáže se potopit až do 24 m a na dobu 69 s.

### Hnízdění
Hnízdí převážně v koloniích, i když může zahnízdit i solitérně. V největší kolonii bylo napočítáno 44 párů. Kolonie bývají umístěny na těžko přístupných skaliscích těsně u moře. Hnízdo talířovitého tvaru mívá průměr kolem 30 cm a bývá postaveno z trav, kosmatců a mořských řas. K zahnízdění dochází nejčastěji od srpna do září. Samice klade kolem 3 (max. 4) světle modrých vajec o rozměru 58×35 mm ve dvoudenních intervalech. Inkubují oba partneři po dobu 30 dní. K prvnímu letu dochází ve věku 6–8 týdnů. Pohlavně dospívají ve 2. nebo 3. roce života.

## Ohrožení
Jedním z hlavních ohrožení druhu představují invazivní druhy savců jako jsou zdivočelé kočky a krysy. Zejména na vejcích může občas predovat i chřástal weka nebo kusu liščí. Jsou známy i případy ilegálního odstřelu. Pravidelně se stává, že se kormoráni zamotají do náčiní rybářů nebo pěstitelů langust. Mezinárodní svaz ochrany přírody považuje kormorána žlutonohého za ohrožený druh s rychle klesající populací (podle odhadů početnost kormoránů žlutonohých mezi lety 1997–2011 poklesla o 40 %). Poklesy jsou dávány do souvislosti s blíže neurčenými změnami na moři a ne invazivními savci, protože pokles populace byl zaznamenán i v koloniích na bezpredátorových ostrůvcích.